# 2019年CBA选秀
2019年CBA选秀是中国篮球协会于2019-20年中国男子篮球职业联赛开赛之前举办的新球员选拔活动，于2019年7月25-29日期间在上海举行。该次选秀大会共有19支联赛队伍及61名新秀球员参加，标语为“你的上限，不该设限”。

## 规则
根据中国篮球协会于2019年5月15日公布的CBA统一选秀方法，本年度选秀大会规则相较往年做出了如下变化：
- 新增“草根球员”组别，允许既未在中国篮球协会注册，又未有参与过中国大学生篮球联赛，且不符合俱乐部自行培养认定的球员参与选秀。
- 八一队不再被允许以选秀方式招收球员，但仍可推荐本队合资格球员参加选秀。

其余规则与往年规则相当，即各支参与选秀的球队仍以“倒摘牌”方式选用球员，总共进行两轮选秀。

## 参选球员
该年度CBA选秀于2019年6月3-21日期间开放合资格人士报名。而在2019年6月27日，CBA公司公布了该次选秀大会的参选球员名单。
该年度选秀共有71名球员报名，当中有61名球员符合参选资格，包括23名大学生球员、7名港澳台球员、25名俱乐部推荐球员及6名草根球员，总人数及大学生球员数皆为历届最高。

## 训练营
该年度CBA选秀训练营于2019年7月24-28日在上海市宝山区智慧湾篮球公园举办，为首届与CBA夏季联赛合办的CBA选秀训练营。该次选秀训练营的教练组由柳继增、傅扬、霍楠、李克、吕晓明及王磊担任。
流程上，除官方拍照、身体指标测试、体能及技巧测试与常规训练之外，该次选秀训练营还引入了路人王1对1挑战赛作为球员个人能力的考察依据；此外，体能测试亦新增助跑摸高、原地纵跳摸高和沿限制区域移动等项目。另外，由于该次训练营与夏季联赛合办，故主办方亦有安排参选球员观看夏季联赛。同时，主办方又将参选球员分为两支队伍，分别与夏季联赛各小组最后一名进行比赛，之后再设置夏季联赛联队与选秀球员联队的表演赛。

## 选秀大会及最终结果
该年度CBA选秀大会于2019年7月29日上午在上海市宝山区依弘剧场举办，林书豪以特邀嘉宾身份出席该次活动。选秀顺位则于2019年7月27日公布，当中状元签、榜眼签、探花签分别归属北控队、同曦队及四川队；此外，本年度没有球队申请互换选秀权。最终有16名球员被10支球队相中，为历届最高；相应地，有9支球队未有在本次选秀大会上引入新球员。
| 球队           | 第一轮 | 第一轮 | 第一轮         | 第一轮             | 第二轮 | 第二轮 | 第二轮        | 第二轮             |
| 球队           | 总顺位 | 姓名   | 出生日期       | 毕业院校或选送球队 | 总顺位 | 姓名   | 出生日期      | 毕业院校或选送球队 |
| -------------- | ------ | ------ | -------------- | ------------------ | ------ | ------ | ------------- | ------------------ |
| 北京控股       | 1      | 王少杰 | 1996年9月17日  | 北京大学           | 11     | 孟博龙 | 1996年5月3日  | 北京工业大学       |
| 南京同曦       | 2      | 孙思尧 | 1996年9月13日  | 加利福尼亚州立大学 | 12     | 李盛东 | 1996年2月10日 | 安徽江淮（NBL）    |
| 四川金强       | 3      | 袁堂文 | 2000年1月9日   | 厦门大学           | —      | —      | —             | —                  |
| 天津荣钢       | 4      | 关健   | 1997年6月24日  | 上海久事（CBA）    | 13     | 何思雨 | 1997年6月20日 | 山西大学           |
| 青岛国信双星   | 5      | 林韦翰 | 1990年7月9日   | 裕隆纳智捷（SBL）  | 14     | 王睿泽 | 1995年6月27日 | 南昌大学           |
| 山西国投       | —      | —      | —              | —                  | —      | —      | —             | —                  |
| 龙狮           | —      | —      | —              | —                  | —      | —      | —             | —                  |
| 上海久事       | 6      | 吴永盛 | 1996年10月19日 | 宝岛梦想家（ABL）  | —      | —      | —             | —                  |
| 浙江稠州       | 7      | 刘育辰 | 1995年11月20日 | 北京大学           | —      | —      | —             | —                  |
| 吉林九台农商行 | —      | —      | —              | —                  | —      | —      | —             | —                  |
| 山东西王       | 8      | 王文宇 | 1997年5月1日   | 山东西王（CBA）    | 15     | 马光翰 | 1999年1月24日 | 安徽文一（NBL）    |
| 江苏肯帝亚     | —      | —      | —              | —                  | —      | —      | —             | —                  |
| 福建浔兴       | 9      | 汤杰   | 1999年3月16日  | 武汉当代（NBL）    | —      | —      | —             | —                  |
| 浙江广厦       | —      | —      | —              | —                  | —      | —      | —             | —                  |
| 北京首钢       | —      | —      | —              | —                  | —      | —      | —             | —                  |
| 深圳新世纪     | —      | —      | —              | —                  | —      | —      | —             | —                  |
| 辽宁衡润       | —      | —      | —              | —                  | —      | —      | —             | —                  |
| 新疆广汇       | 10     | 刘力鹏 | 1997年1月6日   | 新疆广汇（CBA）    | 16     | 杨盛砚 | 1997年1月18日 | 国立体育大学       |
| 广东宏远       | —      | —      | —              | —                  | —      | —      | —             | —                  |

## 反响
该次CBA选秀活动首次实现了选秀训练营与CBA夏季联赛的联合举办，《青年时报》在评论文章中指该次合作“堪称双赢”。至于开放草根球员参与选秀一事，中国新闻社在其报道中认为此举为“拓宽人才输送渠道的另一次探索”，但亦认为草根球员无人被相中的结果并不意外，指该举“更像是吸引眼球的噱头”；上海《文汇报》则称此举“无法改变CBA选秀符号意义大于实际作用的本质”，批评参选的草根球员几乎无人具备职业前景；《钱江晚报》的评论文章则认为在俱乐部青训球员与CUBA球员在训练时间、强度及加入CBA球队后待遇等方面差距日益明显的背景之下，此举为“雷声大，雨点小”。《齐鲁晚报》则认为该次选秀大会虽然较往年更为热闹、接地气，但仍缺少有实力的参选者，并指责山东西王队将其选送的山东青训体系球员全数选回的做法弱化了选秀大会的作用。